# 水色のワルツ
『水色のワルツ』（みずいろのワルツ）は、藤浦洸作詞、高木東六作曲の歌謡曲。1950年（昭和25年）、二葉あき子が歌い、原孝太郎と東京六重奏団が演奏したレコードがコロムビアから販売された。『フランチェスカの鐘』とともに、二葉あき子の代表曲に挙げられる。
後年、テレビの歌謡番組などで、二葉が高木自身のピアノ伴奏でこの歌を歌う姿が放送された。
高木は後に、この曲によるピアノ用の変奏曲を作曲しており、全音ピアノピースから発売されている(ISBN 4119112691)。